# Secuestro de Jaycee Dugard
El secuestro de Jaycee Dugard ocurrió el 10 de junio de 1991, cuando una chica de 11 años de edad fue secuestrada en la calle mientras caminaba hacia una parada de autobús escolar en Meyers, California, Estados Unidos. La búsqueda se inició inmediatamente tras la desaparición de Dugard, sin embargo, no se obtuvieron pistas fiables, aunque hubo múltiples testigos del secuestro. Dugard permaneció desaparecida durante más de 18 años hasta 2009, cuando Phillip Garrido, un delincuente sexual convicto, visitó el campus de la Universidad de California, Berkeley, acompañado de dos niñas adolescentes, quienes se descubrió que eran las hijas biológicas de Garrido y Dugard, el 24 y 25 de agosto de ese año. El comportamiento inusual provocó una investigación que condujo a que se ordenara a Garrido que llevara a las dos niñas a una oficina en Concord, California, el 26 de agosto. Garrido estaba acompañado por una mujer que finalmente fue identificada como Dugard.
Tras la reaparición de Dugard, Phillip Garrido y su esposa Nancy fueron arrestados. El 28 de abril de 2011, se declararon culpables del secuestro y violación de Dugard. Los investigadores revelaron que la niña había sido mantenida en cautiverio en tiendas de campaña, cobertizos y refugios ocultos en un área detrás de la casa de los Garrido en la calle 1554 de Walnut Avenue en Antioch, California. Durante los primeros seis años de su cautiverio, Phillip violó repetidamente a Dugard. Además, durante su confinamiento, Dugard dio a luz a dos hijas, que tenían once y quince años en el momento de su reaparición. El 2 de junio de 2011, Garrido fue condenado a cadena perpetua; su esposa, Nancy, fue condenada a 36 años. Phillip Garrido también es considerado sospechoso en otros casos de personas desaparecidas en el Área de la Bahía de San Francisco.
Dado que Garrido se encontraba en libertad condicional por una violación cometida en 1976 al momento del secuestro, Dugard demandó al estado de California, que había asumido la supervisión de su libertad condicional del gobierno federal en 1999, debido a los numerosos fallos policiales que contribuyeron a su continuo cautiverio y agresión sexual. En 2010, el estado de California otorgó a la familia Dugard US$20 millones. Dugard también demandó al gobierno federal por motivos similares relacionados con el tiempo de Garrido como liberado condicional, pero en un fallo de 2-1, la Corte de Apelaciones del Noveno Circuito de los Estados Unidos desestimó la demanda porque Garrido no la había victimizado en el momento en que fue puesto bajo la supervisión del sistema federal de libertad condicional y, por lo tanto, «no había forma de anticipar que ella se convertiría en su víctima».
En 2011, Dugard escribió una autobiografía titulada «A Stolen Life: A Memoir». Su segundo libro, «Freedom: My Book of Firsts», se publicó en 2016.

## Familia e involucrados

### Familia Dugard
El padre biológico de Jaycee Dugard, Ken Slayton, no estuvo involucrado en su vida ni en la investigación posterior a su secuestro. Cuando Jaycee tenía siete años, su madre, Terry, se casó con Carl Probyn y, en 1990, tuvieron a Shayna, la hermanastra de Jaycee. Aunque Jaycee era cercana a su madre y su hermana, nunca tuvo una relación cercana con Probyn. En septiembre de 1990, la familia de Jaycee se mudó de Arcadia, California, en el condado de Los Ángeles, a Meyers, un pueblo rural al sur de South Lake Tahoe, porque pensaban que era una comunidad más segura. En el momento del secuestro, Jaycee estaba en quinto grado y esperaba una excursión escolar.

### Secuestradores

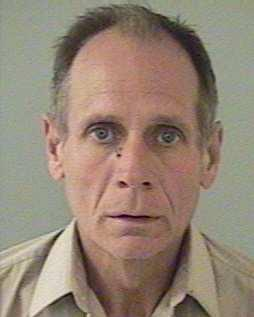
Foto de Phillip Garrido, principal agresor

El agresor principal, Phillip Greg Garrido, nació en Pittsburg, California, el 5 de abril de 1951. Creció en Brentwood, donde se graduó de la preparatoria Liberty High School en 1969. El padre de Garrido, Manuel, declaró más tarde que su hijo había sido un «buen chico» de niño, pero que cambió radicalmente después de un grave accidente de motocicleta en su adolescencia. Fue entonces cuando comenzó a consumir drogas, principalmente metanfetamina y LSD.
Testimonios más tardes, Garrido admitió que el habitualmente se masturbaba en su auto al lado de colegios primarios y secundarios mientras miraba a chicas. En 1972, fue arrestado y acusado de violar repetidamente a una niña de 14 años después de drogarla, pero el caso no llegó a juicio luego de que la niña se negara a testificar.El año siguiente, Garridon se casó con su compañera de secundaria, Christine Murphy, quien lo acusó de violencia doméstica y alegó que la secuestró cuando ella intentó dejarlo.
En 1976, Garrido secuestró a Katherine Callaway, de 25 años, en South Lake Tahoe, California. La llevó a un depósito en Reno, Nevada, donde la violó durante cinco horas y media. Un oficial de policía notó un automóvil estacionado afuera del depósito y luego la cerradura rota de la puerta. Tocó la puerta y Garrido le abrió. Entonces Callaway salió y pidió ayuda. Garrido fue arrestado de inmediato.
En una evaluación psiquiátrica ordenada por la corte en 1976, Garrido fue diagnosticado como un «desviado sexual y drogadicto crónico». El psiquiatra recomendó que se realizara un examen neurológico ya que el consumo crónico de drogas de Garrido podría ser «responsable en parte» de sus desviaciones sexuales «mixtas» o «múltiples». Fue evaluado por el neurólogo Albert F. Peterman, cuya impresión diagnóstica fue que Garrido mostraba «evidencia considerable de ansiedad, depresión y trastorno de personalidad». Fue declarado culpable el 9 de marzo de 1977 y comenzó a cumplir una condena de cincuenta años el 30 de junio del mismo año en la Penitenciaría Leavenworth en Kansas.
En Leavenworth, Garrido conoció a Nancy Bocanegra, la delincuente secundaria del secuestro de Dugard, que estaba visitando a su tío, otro prisionero. El 5 de octubre de 1981, se casó con Bocanegra en el penal. El 22 de enero de 1988, Garrido fue liberado de Leavenworth a la Prisión Estatal de Nevada, donde cumplió siete meses de una sentencia de cinco años. Fue transferido a las autoridades federales para cumplir libertad condicional en el condado de Contra Costa, California, el 26 de agosto de 1988.Garrido y su esposa se trasladaron a la ciudad de Antioquía y vivieron en la casa de su madre, que padecía demencia. Como persona en libertad condicional, Garrido llevaba una pulsera en el tobillo con GPS y recibía visitas periódicas de agentes policiales, como agentes del sheriff local y agentes federales.

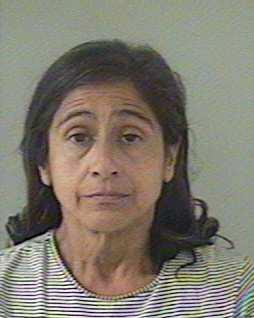
Foto de Nancy Garrido, agresora secundaria

## Secuestro
El 10 de junio de 1991, la madre de Dugard, que trabajaba como linotipista en una imprenta, salió temprano al trabajo ese día. Dugard, que en ese entonces tenía once años, vestía su atuendo favorito, todo rosa, mientras subía la colina desde su casa, en contra del tráfico, para tomar el autobús escolar. Cuando estaba a mitad de camino, un auto gris se le acercó. Ella pensó que el hombre que conducía el auto se detenía para pedir direcciones.
El conductor, Phillip Garrido, bajó la ventanilla y aturdió a Dugard con una pistola eléctrica hasta dejarla inconsciente antes de secuestrarla. Su esposa, Nancy, arrastró a Dugard al auto y le quitó la ropa, dejándole solo un anillo con forma de mariposa que Dugard le escondería durante los próximos 18 años. Nancy tapó a Dugard con una manta y la sujetó, mientras Dugard entraba y salía de la inconsciencia durante el viaje de tres horas hacia la propiedad de los Garrido, a 190 kilómetros de distancia en Antioch. La única vez que Dugard habló fue para suplicar que sus padres no podían pagar un rescate.
Probyn presenció el secuestro de su hijastra desde la vista de su casa. Vio a dos personas en un auto gris mediano, posiblemente un Mercury Monarch, dar una vuelta en U en la parada del autobús escolar donde Dugard estaba esperando, y a una mujer obligando a Dugard a entrar al auto. Los persiguió en bicicleta, pero no pudo alcanzar el vehículo. Algunos compañeros de clase de Dugard también fueron testigos del secuestro. Los sospechosos iniciales incluían a Probyn  y Ken Slayton, el padre biológico de Dugard, aunque no se conocían entre sí y Slayton solo había tenido una breve relación con la madre de Dugard en 1979, sin saber que tenía una hija. Probyn tomó y aprobó varias pruebas de polígrafo, y Slayton también fue rápidamente descartado como sospechoso. El secuestro condujo a la ruptura del matrimonio de Terry y Probyn.

## Cautiverio
Al llegar a la casa de los Garrido en un área no incorporada de Antioquía, los Garrido llevaron a Dugard, con la cabeza todavía cubierta con una manta, detrás de su casa, donde habían construido una serie de tiendas y cobertizos en ruinas. Garrido colocó a Dugard dentro de un pequeño cobertizo insonorizado. Dugard declaró más tarde en una entrevista con ABC News que, al llegar, Garrido la esposó y la dejó desnuda en el cobertizo, cerró con llave y le advirtió que los Doberman entrenados la atacarían si intentaba escapar. Inmediatamente después del secuestro, Garrido obligó a Dugard a ducharse con él, que fue la primera vez que estuvo expuesta a un hombre desnudo. Durante su primera semana en cautiverio, Dugard permaneció esposada, siendo su único contacto humano con Garrido, quien a veces le traía comida rápida y hablaba con ella. Le proporcionó un balde para que ella usara para hacer sus necesidades. Una semana después del secuestro, Garrido violó por primera vez a Dugard, todavía esposada. Continuó violándola con frecuencia, al menos una vez por semana durante los primeros tres años de su cautiverio.
En algún momento, Garrido le proporcionó a Dugard un televisor, pero ella no podía ver las noticias y permaneció inconsciente durante la búsqueda. Casi un mes y medio después del secuestro, según el recuerdo de Dugard, Garrido la trasladó a una habitación más grande al lado, donde la esposaron a una cama. Le explicó que los «ángeles demoníacos» le permitieron llevársela y que ella lo ayudaría con sus problemas sexuales porque la sociedad lo había ignorado. Garrido ocasionalmente entraba en periodos de consumo de metanfetamina de varios días que llamaba «salidas», durante los cuales obligaba a Dugard a hacerle compañía realizándole favores sexuales y participando en otras actividades con él. Garrido la obligaba a escuchar las voces que decía oír de las paredes y, a menudo, profesaba la creencia de ser un sirviente elegido de Dios. Estos periodos terminaban con Garrido llorando y disculpándose con Dugard, alternando con amenazas de venderla a personas que la meterían en una jaula.

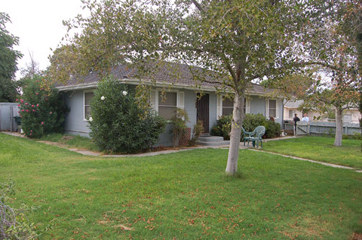
Casa de Phillip Garrido, donde mantenía a Jaycee y a sus hijas

Siete meses después del cautiverio, Garrido le presentó a Dugard a su esposa, Nancy, quien le llevó un peluche y leche con chocolate a la niña y se disculpó con lágrimas de la misma manera que su esposo. Aunque Dugard ansiaba la aprobación de la mujer en ese momento, en una entrevista con ABC News en 2011, declaró que Nancy era tan manipuladora como Garrido. Dugard relató que Nancy alternaba entre la preocupación maternal y la frialdad y la crueldad, expresando sus celos hacia Dugard, a quien consideraba culpable de su situación. Calificó a Nancy, que trabajaba como asistente de enfermería en un hogar de ancianos, como «malvada» y «retorcida». Cuando Garrido regresó a prisión por fallar una prueba de drogas, Nancy reemplazó a su esposo como la carcelera de Dugard.
El vecino de los Garrido, Patrick McQuaid, afirmó que de niño recordaba haber conocido a Dugard a través de una cerca en el patio de los Garrido poco después del secuestro. Dijo que ella se había identificado con el nombre de «Jaycee» y que cuando le preguntó si vivía allí o solo estaba de visita, ella respondió que vivía allí. En ese momento, Garrido salió y la llevó de regreso adentro. Finalmente, construyó una cerca de 2.4 metros (8 pies) de alto alrededor del patio trasero y colocó una carpa para Dugard, siendo la primera vez que se le permitía salir a caminar desde su secuestro.
Los Garridos manipularon aún más a Dugard regalándole, en dos ocasiones, gatitos que luego «desaparecerían misteriosamente». Al descubrir Garrido que ella firmaba con su nombre real un diario que llevaba sobre los gatitos, la obligaron a arrancar la página con su nombre. Esta sería la última vez que le permitieron decir o escribir su nombre hasta que su cautiverio finalizó dieciocho años después. Nunca le permitieron ver a un médico o dentista.

### Embarazo de Dugard
Casi tres años después de su cautiverio, los Garrido comenzaron a permitir que Dugard se liberara de sus esposas por períodos, aunque la mantuvieron encerrada en la habitación cerrada con llave. El domingo de Pascua de 1994, le dieron por primera vez comida cocinada. La pareja le informó a Dugard que creían que ella estaba embarazada. Dugard, que en ese momento tenía 13 años, se había enterado del vínculo entre sexo y embarazo por la televisión. Dugard vio programas de televisión sobre el parto en preparación para el nacimiento de su primera hija, que ocurrió cuando Dugard tenía 14 años, el 18 de agosto de 1994. Después del nacimiento de su primera hija, Garrido violó a Dugard con menos frecuencia,aunque de todos modos lo hacía cuando consumía drogas.
La última vez que Garrido violó a Dugard fue el día en que tuvo a su segunda hija. Su segunda hija nació cuando Dugard tenía 17 años, el 13 de noviembre de 1997.Dugard cuidó a sus hijas utilizando información obtenida de la televisión y las protegió de Garrido, quien continuó con sus enfurecidos discursos y sermones.
Dugard sobrellevó su continuo cautiverio plantando flores en un jardín y educando en casa a sus hijas. En un momento dado, Garrido le informó a Dugard que, para calmar a su esposa, Dugard y sus hijas tenían que tratar a Nancy como si fuera su madre, y a ellas se les enseñaba que Dugard era su hermana mayor. Incluso cuando se les permitió interactuar con otras personas, continuaron manteniendo esta ficción.
Garrido tenía una imprenta donde Dugard trabajaba como diseñadora gráfica. Ben Daughdrill, un cliente de la imprenta de Garrido, afirmó que conoció y habló por teléfono con Dugard, y que ella hacía un trabajo excelente. Durante este tiempo, Dugard tuvo acceso al teléfono del negocio y a una cuenta de correo electrónico. Otro cliente señaló que ella nunca le insinuó nada sobre su secuestro infantil o su verdadera identidad. Testigos declararon que vieron a Dugard en la casa de los Garrido, y en algunas ocasiones abría la puerta principal para hablar con la gente, pero nunca mencionó que hubiera ningún problema ni intentó marcharse. Si bien la familia era reservada, a veces se veía a las niñas jugando en el patio trasero secundario detrás de la casa, donde se cree que se ubicaba la vivienda de Dugard.
El área privada del patio trasero incluía cobertizos, uno de los cuales se usaba como estudio de grabación donde Garrido se grababa a sí mismo cantando canciones country de temática religiosa y romántica. También contaba con dos carpas caseras y lo que se ha descrito como una ducha y un baño al estilo de campamento. El área estaba rodeada de árboles altos y una cerca de 1,8 metros (6 pies) de altura. La entrada al patio trasero secundario estaba cubierta por árboles y una lona. La privacidad se veía reforzada por las carpas y las dependencias. La electricidad se suministraba mediante cables alargadores. El recinto también albergaba un automóvil que coincidía con la descripción del utilizado en el secuestro.

### Esfuerzos de búsqueda
Pocas horas después de la desaparición de Dugard, los medios de comunicación locales y nacionales de South Lake Tahoe informaron sobre el suceso. En pocos días, docenas de voluntarios locales se sumaron a la búsqueda, que involucró casi todos los recursos de la comunidad. En semanas, se enviaron por correo decenas de miles de volantes y carteles a empresas de todo Estados Unidos. Dado que el color favorito de Dugard era el rosa, el pueblo se cubrió de lazos rosas como recordatorio de su desaparición y como una muestra de apoyo de la comunidad a su familia.
Terry Probyn fundó un grupo llamado Jaycee's Hope, que dirigió los esfuerzos de voluntariado y recaudación de fondos. Se vendieron cintas de casete de la canción «Jaycee Lee», junto con camisetas, sudaderas y botones, para recaudar dinero para carteles, franqueo, impresión y gastos relacionados. Child Quest International y el Centro Nacional para Niños Desaparecidos y Explotados se involucraron en el esfuerzo. Se ofreció una recompensa que se mencionó en los carteles y volantes. El caso del secuestro atrajo la atención nacional y apareció en el episodio del 14 de junio de 1991 del programa de televisión de Fox, America's Most Wanted.Los años siguientes fueron un esfuerzo continuo de concienciación sobre la seguridad infantil, eventos de recaudación de fondos y vigilias con velas que marcaban la desaparición de Dugard, manteniendo su historia en la conciencia pública.

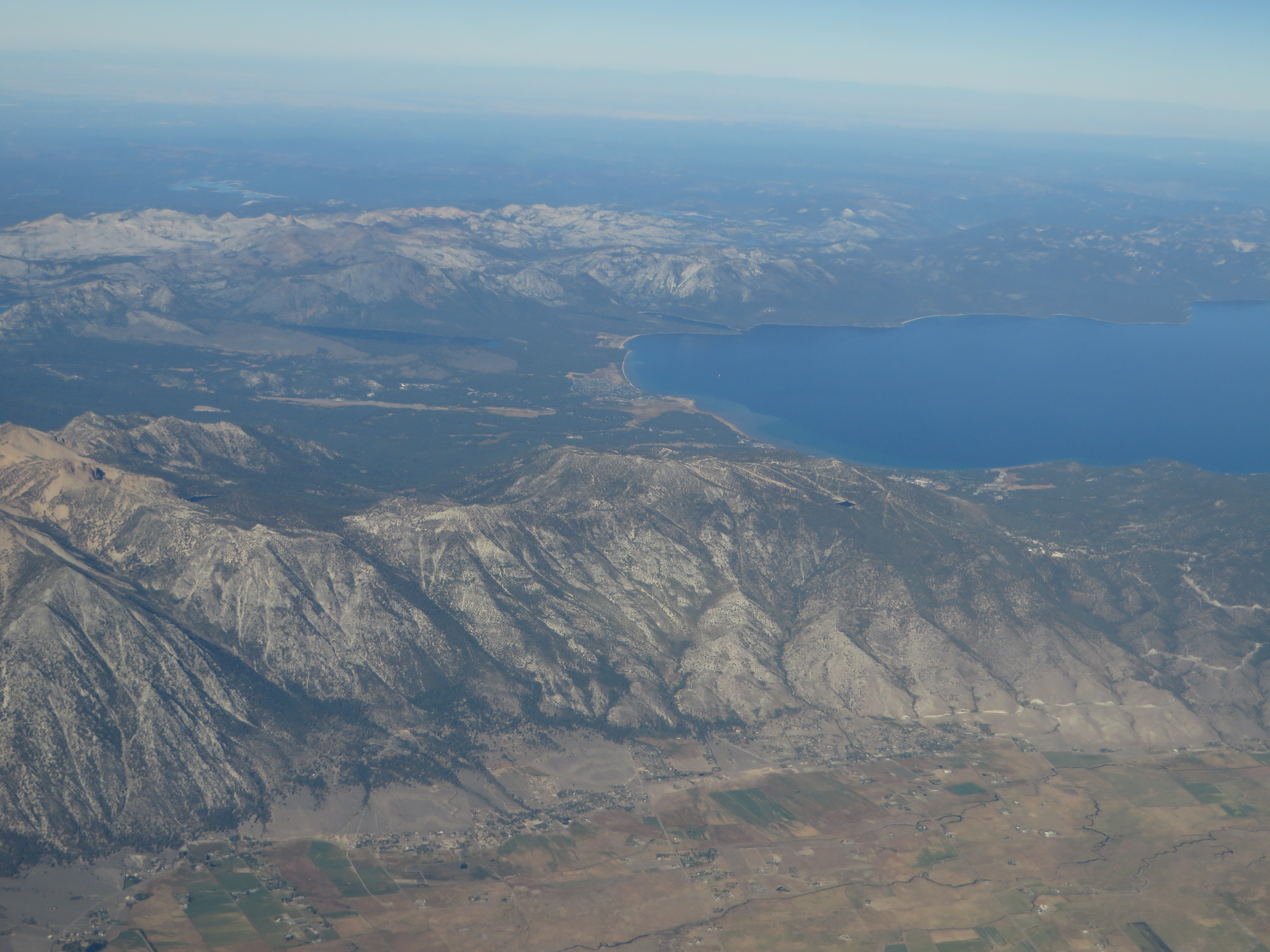
Vistas satelitales del South Lake Tahoe

### Oportunidades de rescate perdidas
La policía visitó la residencia al menos dos veces, pero no solicitaron inspeccionar el patio trasero  y no detectaron la presencia de Dugard o sus hijas en las áreas de la propiedad que sí inspeccionaron. Estas fueron algunas de las oportunidades perdidas para el rescate que luego derivaron en críticas a las autoridades.
- La policía no se dio cuenta de que Dugard había sido secuestrado al sur de South Lake Tahoe, el mismo lugar donde Garrido secuestró y violó a Katherine Callaway Hall en 1976.[54]
- El 22 de abril de 1992, menos de un año después de su secuestro, un hombre llamó al Departamento del Sheriff del Condado de Contra Costa desde una estación de servicio a menos de tres kilómetros de la casa de los Garrido. Reportó haber visto a Dugard dentro de la gasolinera mirando fijamente un cartel de «Niña desaparecida» con su propia foto. Luego, el informante dijo que la vio irse en una camioneta amarilla grande, posiblemente una Dodge. Más tarde se recuperó una camioneta Dodge amarilla vieja de la propiedad de los Garrido que coincidía con la descripción de la llamada. La matrícula no se mencionó en la llamada de 1992. El informante, la niña y la camioneta ya no estaban allí cuando llegó la policía. La persona que llamó nunca se identificó y la policía no investigó el asunto.[55]Contradiciendo esta historia, Dugard informó que nunca abandonó la propiedad de Garrido desde el día en que fue secuestrada hasta poco antes de que naciera su primer hijo en agosto de 1994.[56]
- En junio de 2002, el departamento de bomberos de Antioch respondió a un informe de un menor con una lesión en el hombro que ocurrió en una piscina en la casa de los Garrido. Esta información no fue transmitida a la oficina de policía, que no tenía registro de ningún menor ni de una piscina en la dirección de los Garrido.[57]
- En 2006, un vecino de Garrido llamó al 911 para informarles que había carpas en el patio trasero con niños viviendo allí y que Garrido era «psicótico» con adicciones sexuales. Un alguacil adjunto habló con Garrido en el frente de la casa durante unos 30 minutos y se fue, luego de decirle a Garrido que habría una violación del código si la gente vivía afuera en la propiedad. Después de que se encontró a Dugard en agosto de 2009, el sheriff local del condado de Contra Costa, Warren E. Rupf, emitió una disculpa a las víctimas en una conferencia de prensa.[52][58]
- El 4 de noviembre de 2009, la Oficina del Inspector General de California emitió un informe que enumeraba fallas del Departamento de Correcciones y Rehabilitación de California que habían contribuido al cautiverio continuo de Dugard. El hallazgo central fue que Garrido se clasificó incorrectamente como alguien que solo necesitaba supervisión de bajo nivel; todos los demás lapsus derivaron de ese error. En su informe, el Inspector General detalló un caso en el que un agente de policía se encontró con una niña de doce años en la casa, pero aceptó la explicación de Garrido de que «era la hija de su hermano y [el agente] no hizo nada para verificarlo», incluso aunque una llamada al hermano de Garrido confirmó que no tenía hijos.[2][59]

## Reaparición
El 24 de agosto de 2009, Garrido visitó la oficina del FBI en San Francisco y dejó un ensayo de cuatro páginas que contenía sus ideas sobre religión y sexualidad. Sugería haber encontrado una solución a los comportamientos problemáticos, como sus crímenes pasados. El ensayo describía cómo había curado su conducta desviada y cómo esa información podría usarse para ayudar a curar a otros depredadores sexuales al «controlar los impulsos humanos que llevan a las personas a cometer actos disfuncionales».
El mismo día, Garrido viajó a la Universidad de California, Berkeley (UC Berkeley) con las dos hijas de Dugard y visitó la oficina de policía del campus, pidiendo permiso para realizar un evento especial como parte de su programa «El Deseo de Dios». Habló con la directora de eventos especiales, Lisa Campbell; ella percibió su comportamiento como «errático» y sintió que las chicas eran «hoscas y sumisas». Ella le pidió a Garrido que concertara una cita para el día siguiente, lo cual hizo, dejando su nombre en el proceso. El oficial Ally Jacobs realizó una verificación de antecedentes y descubrió que Garrido era un delincuente sexual registrado en libertad condicional por secuestro y violación. Garrido y las niñas regresaron a su cita a las 2 p. m. al día siguiente, y Jacobs asistió a la reunión. Para Jacobs, las niñas le parecieron pálidas como si no hubieran estado expuestas a la luz del sol, y sintió que su comportamiento era inusual. Las diversas violaciones de la libertad condicional de Garrido fueron motivo de arresto, por lo que Jacobs llamó a la oficina de policía para transmitir sus preocupaciones y dejó un informe en el correo de voz.
Al escuchar el mensaje grabado de Jacobs, dos agentes policiales condujeron a la casa de los Garrido más tarde ese mismo día. Al llegar, esposaron a Garrido y registraron la casa, encontrando solo a su esposa Nancy y a su madre en el hogar. Luego, los agentes lo llevaron a la oficina de libertad condicional. En el camino, Garrido dijo que las niñas que lo habían acompañado a UC Berkeley «eran hijas de un familiar» y que tenía permiso de sus padres para llevarlas allí. Aunque la oficina previamente le había prohibido a Garrido asociarse con menores, y Berkeley estaba a 64 kilómetros (40 millas) de la residencia de los Garrido en Contra Costa (24 kilómetros o 15 millas por encima del límite de 40 kilómetros que tenía permitido viajar desde su casa sin el permiso de su agente), no se hizo nada por estas violaciones. Después de revisar su archivo con un supervisor, llevaron a Garrido a casa y le ordenaron que se reportara nuevamente a la oficina al día siguiente para discutir su visita a UC Berkeley y dar seguimiento a las preocupaciones de la oficina sobre las dos niñas.
Garrido llegó a la oficina de libertad condicional en Concord, California, el 26 de agosto con Nancy, las dos niñas y Dugard, quien fue presentada como «Alissa».El oficial de libertad condicional decidió separar a Garrido de su mujer y de las niñas para obtener su identificación.
Manteniendo su falsa identidad como «Alissa», Dugard les dijo a los investigadores que las niñas eran sus hijas. Aunque indicó que sabía que Garrido era un delincuente sexual convicto, afirmó que era un «hombre cambiado», una «gran persona» y que era «bueno con sus hijas», comentarios que las dos niñas repitieron. Cuando se le presionó por detalles que confirmaran su identidad, Dugard se puso «extremadamente a la defensiva» y «agitada», exigiendo saber por qué la estaban «interrogando», y posteriormente afirmó que era una «esposa maltratada de Minnesota que se escondía de su marido abusivo». El oficial de libertad condicional finalmente llamó a la policía de Concord. A la llegada de un sargento de la policía de Concord, Garrido admitió haber secuestrado y violado a Dugard. Solo después de esto, ella se identificó correctamente como Jaycee Dugard. Más tarde se sugirió que Dugard mostraba signos del síndrome de Estocolmo.
En una entrevista con ABC News en 2016, Dugard declaró que su compasión y disposición para interactuar con su captor eran sus únicos medios para sobrevivir. Afirmó: «La frase "síndrome de Estocolmo" implica que los rehenes quebrados por el terror y el abuso se vuelven afectuosos con sus captores... bueno, en realidad es degradante, ¿sabes?, que mi familia crea que estaba enamorada de este captor y que quería quedarme con él. Eso está tan lejos de la verdad que me dan ganas de vomitar... me adapté para sobrevivir a mi circunstancia.» Ella afirmó repetidamente que, como mecanismo de supervivencia, muchas víctimas se ven obligadas a simpatizar con sus captores.
Garrido y su esposa fueron detenidos. Un agente especial del FBI puso a Dugard en contacto telefónico con su madre, Terry Probyn. Dugard retuvo la custodia de sus hijos y se reunió con su madre el 27 de agosto de 2009.

## Días posteriores

### Reunión
La tía de Dugard, Tina Dugard, y una exsocia comercial de los Garrido, Cheyvonne Molino, han comentado que las hijas de Dugard parecían saludables. Tina dijo que, al conocerlas después de su escape, «siempre parecían y se comportaban como niñas normales». Molino dijo de las veces que las conoció mientras estaban cautivas «que en su presencia las niñas nunca actuaron de manera robótica y no vestían ropa inusual».
En los días posteriores al regreso de Dugard, su padrastro confirmó que Dugard y sus hijas gozaban de buena salud y eran inteligentes, su reencuentro iba bien y avanzaban lentamente. Dijo que Dugard había desarrollado un vínculo emocional significativo con Garrido, y las dos hijas lloraron al enterarse del arresto de su padre. Tina Dugard informó que las hijas son niñas inteligentes, articuladas y curiosas.
Ernie Allen, presidente del Centro Nacional para Niños Desaparecidos y Explotados, dijo que la reaparición de Dugard es un evento importante para las familias de otros niños desaparecidos a largo plazo porque demuestra que la esperanza permanece incluso en casos así.La sobreviviente de un secuestro, Elizabeth Smart, ha enfatizado la importancia de enfocarse en el futuro con una actitud positiva como un enfoque efectivo para aceptar lo que sucedió.
Tres semanas después de su liberación, Dugard pidió que le devolvieran las mascotas que habían criado en la casa. El 14 de octubre de 2009, la revista People publicó en su portada la primera foto verificada de Jaycee Dugard como adulta. "A Stolen Life: A Memoir" (Una vida robada: Una memoria), fueron publicadas el 12 de julio de 2011 por Simon & Schuster, con críticas positivas.
Dugard comenzó la terapia asistida por animales con caballos, actividad que compartía con su madre Terry y su hermana Shayna.

### Investigaciones policiales
Tras el arresto, la policía registró exhaustivamente la casa de los Garrido en busca de pruebas de otros crímenes. Debido a que Garrido tenía acceso a la casa de su vecino, también se buscó evidencia allí. Además, la policía registró las casas y el negocio de uno de los clientes de la imprenta de Garrido. Las agencias de policía de Hayward y Dublin, California, realizaron búsquedas en la propiedad de los Garrido en busca de evidencia relacionada con niñas desaparecidas de esas comunidades, pero no encontraron nada. En julio de 2011, la policía de Hayward anunció que Garrido no había sido descartado como sospechoso y seguía siendo una persona de interés en el caso del secuestro de Michaela Garecht. Garecht fue secuestrada en 1988 y Hayward se encuentra a 89 kilómetros (55 millas) de la casa de los Garrido en Antioch.

### Declaraciones de Garrido
El 27 de agosto de 2009, KCRA-TV en Sacramento, California, entrevistó por teléfono a Garrido en su celda. Durante la entrevista, Garrido dijo: «Al final, esta va a ser una historia poderosa y conmovedora» porque en su versión de los hechos:

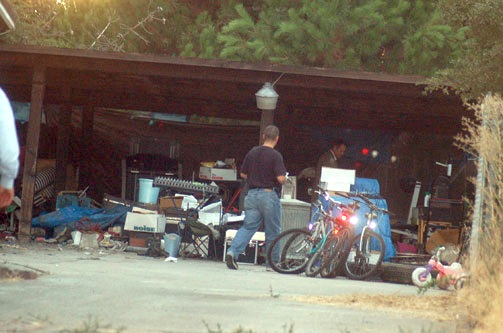
Investigadores en la casa de los Garrido

Mi vida se ha enderezado. ... Espere a escuchar la historia de lo que ocurrió en esta casa. Quedarás absolutamente impresionado. Es algo repugnante lo que me pasó al principio, pero cambió mi vida por completo.

Garrido le repitió al periodista en varias ocasiones que el 24 de agosto de 2009 había «entregado documentos» al FBI que, al publicarse, harían que la gente «se cayera de espaldas», y que no podía revelar más porque tenía que «proteger a las fuerzas del orden» y «lo que sucedió» era «algo que los humanos no han entendido bien». En la entrevista, Garrido negó haber lastimado alguna vez a las dos hijas de Dugard. Dijo que su nacimiento cambió su vida, afirmando: «durmieron en mis brazos todas las noches desde su nacimiento. Nunca las toque». El 28 de agosto de 2009, el portavoz del FBI, Joseph Schadler, confirmó que Garrido efectivamente había dejado los documentos en la agencia, tal y como había afirmado, pero se negó a discutir más detalles. El documento, titulado «Origen de la esquizofrenia revelado» fue publicado por el FBI.

### Procedimientos legales
El 28 de agosto de 2009, Garrido y su esposa se declararon inocentes de los cargos de secuestro, violación y falso encarcelamiento. El caso fue procesado en el condado de El Dorado por el fiscal de distrito electo Vern R. Pierson y el fiscal de distrito adjunto James A. Clinchard. El 14 de septiembre de 2009, se celebró una audiencia de revisión de fianza/preliminar en el Tribunal Superior del Condado de El Dorado en Placerville, California. En la audiencia, el juez del Tribunal Superior Douglas Phimister fijó la fianza de Nancy en 30 millones de dólares. Para Garrido había una orden de detención sin derecho a fianza. Inicialmente, el juez mantuvo a Nancy detenida sin derecho a fianza, pero posteriormente se le concedió la libertad bajo fianza. En la audiencia del 14 de septiembre, Phimister también concedió la solicitud del abogado de Garrido de que se le asignara un psicólogo o psiquiatra para realizar una evaluación confidencial.  El 29 de octubre de 2009 se celebró una breve audiencia para fijar la fecha de la próxima audiencia previa al juicio preliminar, en la que se debatirían cuestiones como el descubrimiento de pruebas. Esta audiencia tuvo lugar el 11 de diciembre de 2009. Katie Callaway Hall, a quien Garrido secuestró y violó en 1976, estuvo presente en la sala del tribunal en las audiencias de octubre y diciembre. No habló en ninguno de los procedimientos.
Durante una conferencia de prensa el 28 de febrero de 2011, Tapson anunció que tanto Nancy como su esposo, Phillip Garrido, habían confesado sus crímenes. Esta revelación provocó discusiones sobre un posible acuerdo de culpabilidad para evitar un juicio. Tapson argumentó a favor de una sentencia reducida, destacando la supuesta manipulación y el consumo de sustancias de Nancy durante el secuestro de Dugard.
Sin embargo, el 7 de abril de 2011, los Garrido sorprendieron a muchos al declararse inocentes de los cargos, incluyendo secuestro y violación, a pesar de los indicios anteriores de un acuerdo de culpabilidad. Esta declaración inesperada condujo a un mayor escrutinio legal, incluyendo desafíos al proceso del jurado por parte de la abogada de Phillip, Susan Gellman. A pesar de estos desafíos, el 28 de abril de 2011, los Garrido finalmente se declararon culpables de secuestro y violación con fuerza.
En la posterior sentencia del 2 de junio de 2011, Phillip recibió una condena de 431 años a cadena perpetua, mientras que Nancy fue sentenciada a 36 años. Este resultado permitió a Nancy ser elegible para la libertad condicional en agosto de 2029. Los Garrido fueron encarcelados por separado: Phillip en la Prisión Estatal de California, Corcoran, y Nancy en la Institución para Mujeres de California Central en Chowchilla. A lo largo de estos procedimientos, Jaycee Dugard decidió no asistir a la sentencia, enviando en su lugar un mensaje escrito a través de su madre para que se leyera en voz alta en el tribunal.

## En los medios
- Jaycee Dugard documentó su vida en cautiverio en un libro, A Stolen Life: A Memoir, el cual escribió como parte de su terapia con Rebecca Bailey, quien se especializa en la reunificación familiar postraumática. Dugard dice que escribió el libro, publicado en julio de 2011, para ayudar a otros sobrevivientes de abuso sexual.[34] Unos días antes de la publicación del libro, Dugard concedió su primera entrevista televisiva extensa grabada en Ojai, California, a Diane Sawyer de ABC.[10][98]
- Un programa criminal estadounidense en la red Investigation Discovery titulado Wicked Atracción transmitió un episodio sobre Phillip y Nancy Garrido, que detallaba el secuestro y la recuperación de Dugard.[99]
- Un documental que se emitió en octubre de 2009 en el Canal 4 de Gran Bretaña titulado Cautivo durante 18 años: Jaycee Lee se centró en la historia del secuestro, la recuperación y los inicios del juicio de Dugard, incluidas entrevistas con el padrastro de Jaycee.[100]
- Dugard recibió el honor de Liderazgo Vitalicio en la tercera edición anual de los Premios DVF el 9 de marzo de 2012, por su valentía y su Fundación JAYC, que brinda apoyo a familias que enfrentan secuestros y otras pérdidas.[101][102]
- El segundo libro de Dugard, «Freedom: My Book of Firsts», fue publicado el 12 de julio de 2016 por Simon & Schuster.[98] Diane Sawyer la entrevistó nuevamente unos días antes de la publicación.[102]
- El caso fue cubierto por Casefile True Crime Podcast el 17 de septiembre de 2016.[103]